# 이안 (가수)
이안(본명: 이동희, 1980년 11월 4일 ~ )은 대한민국의 싱어송라이터이다.

## 학력
- 영희초등학교
- 국립국악중학교
- 국립국악고등학교
- 서울대학교 국악과 학사
- 서울대학교 대학원 국악과 석사과정

## 생애
전라북도 전주 출생이며 서울에서 성장한 그녀는 2002년 3월 언더그라운드 라이브 클럽에서 포크 록 가수 첫 데뷔한 그녀는 2004년 문화방송 드라마 《대장금》의 주제가 ‘오나라’로 데뷔하면서 활동하기 시작했다. 같은 해 싱글 《물고기자리》를 내놓았다. 2006년에 《Call It Love》와 《아리수》를 발매하였고, 2008년 영화 《미인도》 OST에 참여하였다.

## 음반

### 싱글
- `물고기자리` (2004년, 1집)
- `641가족 (Single)` (KBS 어린이 드라마, 2005년)
- Call It Love (2006년, 2집)
- `아리수` (2006년)

## OST
- 영화 《미인도》 (2008년)

## 방송
- 《이안과 함께 마음산책》(TBS FM, 2017년)
- 《싱싱한 우리음악》(TBS FM, 2007년)
- 《우리가락 우리문화》(문화방송, 2010년)